# La Dernière Affaire d'Umney
La Dernière Affaire d'Umney (titre original : Umney's Last Case) est une nouvelle de Stephen King parue en 1993 dans le recueil Rêves et Cauchemars.

## Résumé
Los Angeles à la fin des années 1930. Le détective privé Clyde Umney pense commencer une nouvelle journée comme les autres mais tout va de travers : il se dispute violemment avec Peoria Smith, le jeune aveugle à qui il achète le journal chaque matin ; Vernon Klein, le liftier de son immeuble, lui annonce qu'il prend sa retraite ; deux ouvriers repeignent le couloir de son étage ; et sa secrétaire a démissionné. Samuel Landry, un homme qui ressemble à une version plus âgée d'Umney, entre dans son bureau et lui apprend qu'il est l'écrivain qui l'a inventé.
Pouvant remodeler la réalité autour d'Umney et réduire celui-ci à l'impuissance en écrivant quelques mots sur son ordinateur portable, Landry lui raconte qu'après la mort de son fils et le suicide de sa femme, il s'est réfugié dans l'écriture et a découvert qu'il pouvait littéralement intégrer le monde fictif de ses romans. Il lui annonce ensuite qu'il va prendre sa place dans ce monde pour y vivre sa vie palpitante de détective. Umney est alors oblitéré et découvre à son réveil qu'il a pris la place de Landry dans le monde réel. Après une difficile période d'apprentissage, Umney se familiarise avec son nouvel environnement et s'entraîne à écrire un roman afin de reprendre sa place dans son monde et se débarrasser de son créateur.

## Genèse
Cette nouvelle, inédite avant de paraître dans le recueil Rêves et Cauchemars, est un pastiche rendant hommage aux romans noirs de Raymond Chandler et Ross Macdonald. Elle fait aussi le lien entre l'écrivain et ses créations littéraires, faisant partie des œuvres de Stephen King sur le thème de la frontière séparant la réalité de l'imaginaire. Elle a été rééditée à part en 1995 dans le cadre du 60e anniversaire de la maison d'édition Penguin Books. Dans la postface de Rêves et Cauchemars, King affirme que c'est sa nouvelle préférée du recueil.

## Adaptations
La Dernière Affaire d'Umney a été adaptée à la télévision en 2006 sous la forme de l'un des épisodes de la série télévisée Rêves et Cauchemars. William H. Macy y tient le double rôle de Clyde Umney et Samuel Landry.